# Шестакова, Мария Анатольевна
Мария Анатольевна Шестакова (18 марта 1994) — российская футболистка, нападающая.

## Биография
Воспитанница ДЮСШ г. Можайск. В 2010 году выступала за команду Училища олимпийского резерва (Серебряные Пруды) в первом дивизионе России, затем играла в молодёжных командах подмосковной «Россиянки».
6 марта 2013 года провела единственный матч в высшей лиге — в составе «Россиянки» в игре против «Мордовочки» отыграла первый тайм. По итогам сезона 2012/13 «Россиянка» стала серебряным призёром чемпионата России.
Дальнейшая судьба неизвестна.